# نارانخو (كانتون)
نارانخو (بالإسبانية: Naranjo)‏ 

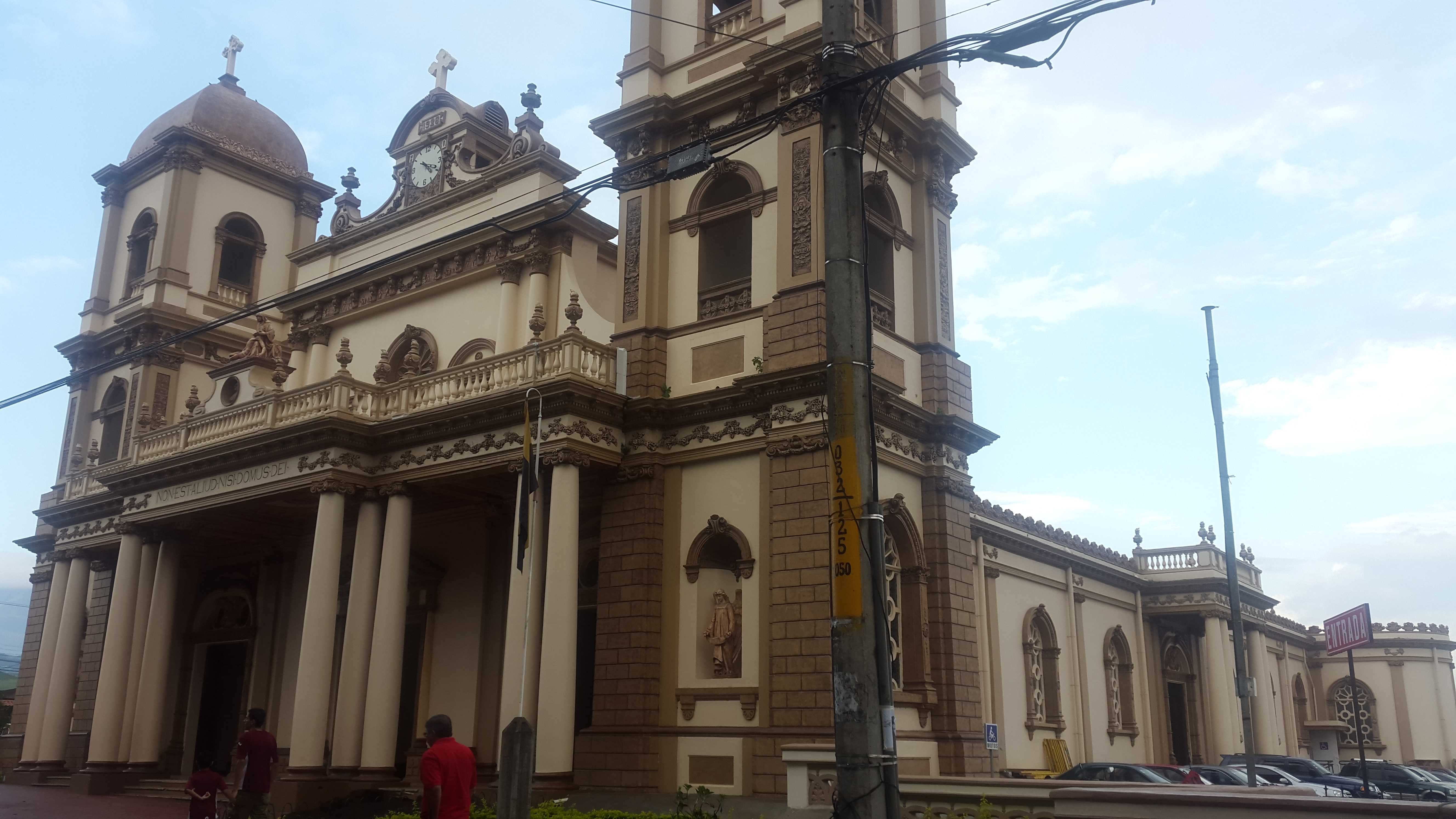

هو الكانتون السادس من محافظة الأخويلا في كوستاريكا. و يغطي الكانتون مساحة 126.62 كم مربع،
كما يقارب عدد سكانه 40,134 نسمة.
و تدعى مدينته الرئيسية بـ نارانخو' أيضا'.
تم تأسيس هذا الكانتون تشريعيا في 9 آذار 1886.

## المقاطعات
يتألف الكانتون من ثمان مقاطعات وهي :
1. نارانخو
2. سان ميغيل
3. سان خوسيه
4. كيرّي سور
5. سان خيرونيمو
6. سان خوان
7. سان روساريو
8. بالميتوس